# Keno Fakhoury
Keno Fakhoury (* 28. Oktober 2003 in Deutschland) ist ein deutscher Schauspieler, ehemaliger Kinderdarsteller und Synchronsprecher.
Bekannt wurde er durch seine Rolle in dem Film Unter der Haut.

## Karriere
Nach einigen Werbeauftritten spielte Keno Fakhoury in der Friedemann-Fromm-Produktion Unter der Haut mit, in den weiteren Jahren spielte er außerdem bei den Pfefferkörnern und bei den Karl-May-Spielen Bad Segeberg mit.

## Filmografie

### Film
- Unter der Haut (* 2013)[1]

### Fernsehen
- Die Pfefferkörner (* 2015, Folge 155)[2]
- Die Pfefferkörner (* 2016, Folge 160)[3]
- Verschiedene Werbespots[4]

### Theater
- Karl-May-Spiele Bad Segeberg (* 2015)[5]
- Der Neue (* 2015)[6]
- Zur Zeit (* 2017)[7]

### Synchronrollen
- Audi g-tron (* 2017)[8]